# Faycelles
Faycelles (occitanisch: Faicelas) ist eine südfranzösische Gemeinde mit 722 Einwohnern (Stand 1. Januar 2022) im Département Lot in der Region Okzitanien. Sie ist Teil des Regionalen Naturparks Causses du Quercy.

## Lage
Faycelles liegt in der alten Kulturlandschaft des Quercy etwa einen Kilometer nördlich des Lot-Tales in einer Höhe von etwa 300 Metern ü. d. M. am südwestlichen Rand des Zentralmassivs. Die nächste Stadt ist das etwa acht Kilometer (Fahrtstrecke) nordöstlich gelegene Figeac; die Stadt Cahors befindet sich etwa 68 Kilometer westlich.

## Bevölkerungsentwicklung
| Jahr      | 1962 | 1968 | 1975 | 1982 | 1990 | 1999 | 2006 | 2018 |
| Einwohner | 508  | 463  | 440  | 489  | 497  | 531  | 612  | 672  |

Im 19. Jahrhundert hatte der Ort meist zwischen 1000 und 1300 Einwohner. Infolge der Reblauskrise im Weinbau und der Mechanisierung der Landwirtschaft ging die Einwohnerzahl in der ersten Hälfte des 20. Jahrhunderts kontinuierlich bis auf die Tiefststände in den 1960er und 1970er Jahren zurück.

## Wirtschaft
Im Haut-Quercy wurde die Landwirtschaft in erster Linie zur Selbstversorgung betrieben, zu der bis ins 19. Jahrhundert hinein auch der Weinbau gehörte, der aber nach der Reblauskrise nahezu gänzlich aufgegeben wurde. Heute spielt – neben Landwirtschaft, Kleinhandel und Handwerk – der Tourismus in Form der Vermietung von Ferienwohnungen (gîtes) eine wichtige Rolle im Wirtschaftsleben der Gemeinde.

## Geschichte

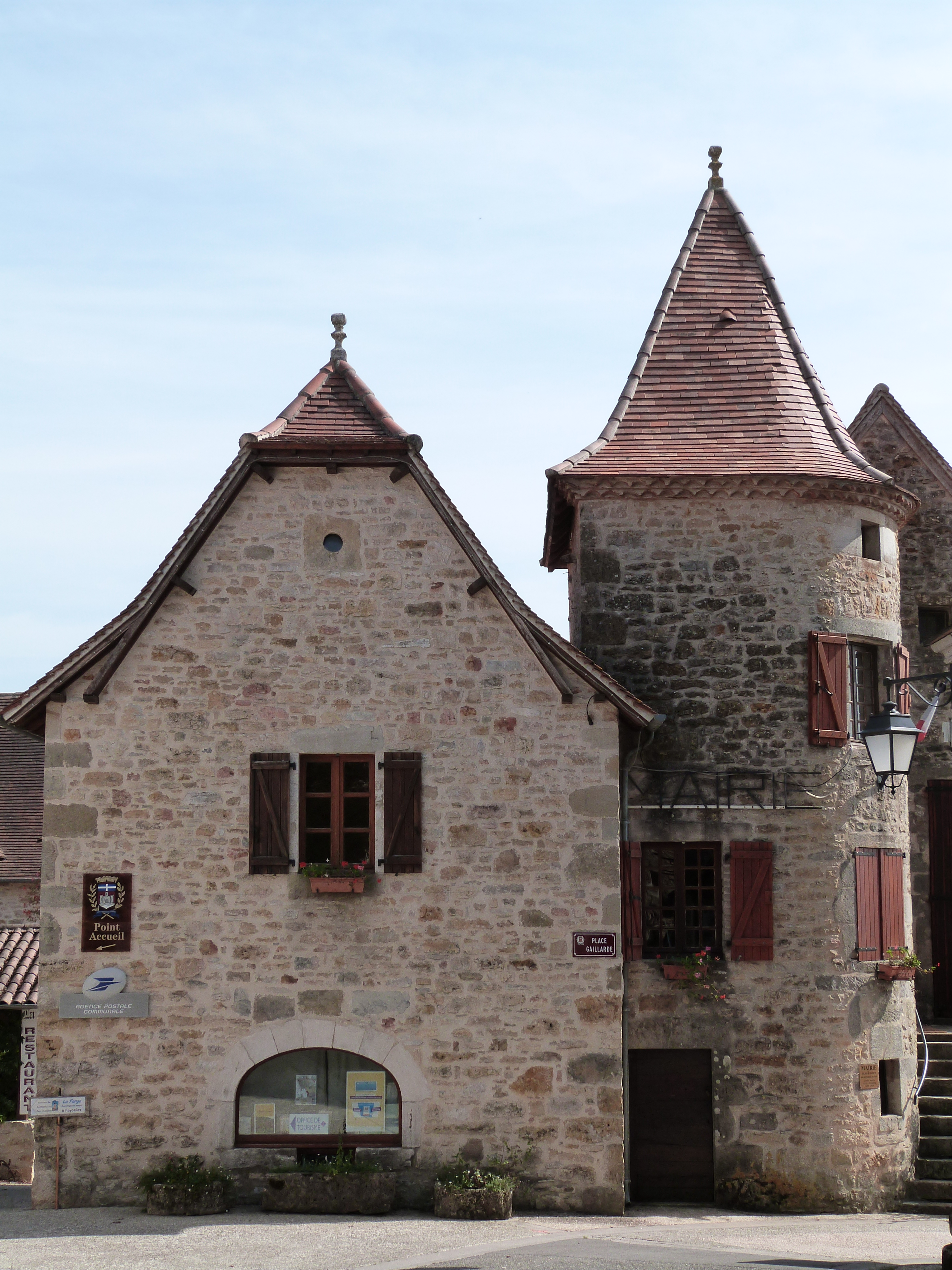
Rathaus (Mairie)

Im 8. Jahrhundert lag Faycelles unmittelbar auf dem Nordufer des Lot; später wurde es zu Füßen der Burg (château) neu errichtet. Der Ort lag an der Hauptstrecke des Jakobswegs (Via Podiensis). Im 17. Jahrhundert wurde die Burg geschleift.

## Sehenswürdigkeiten

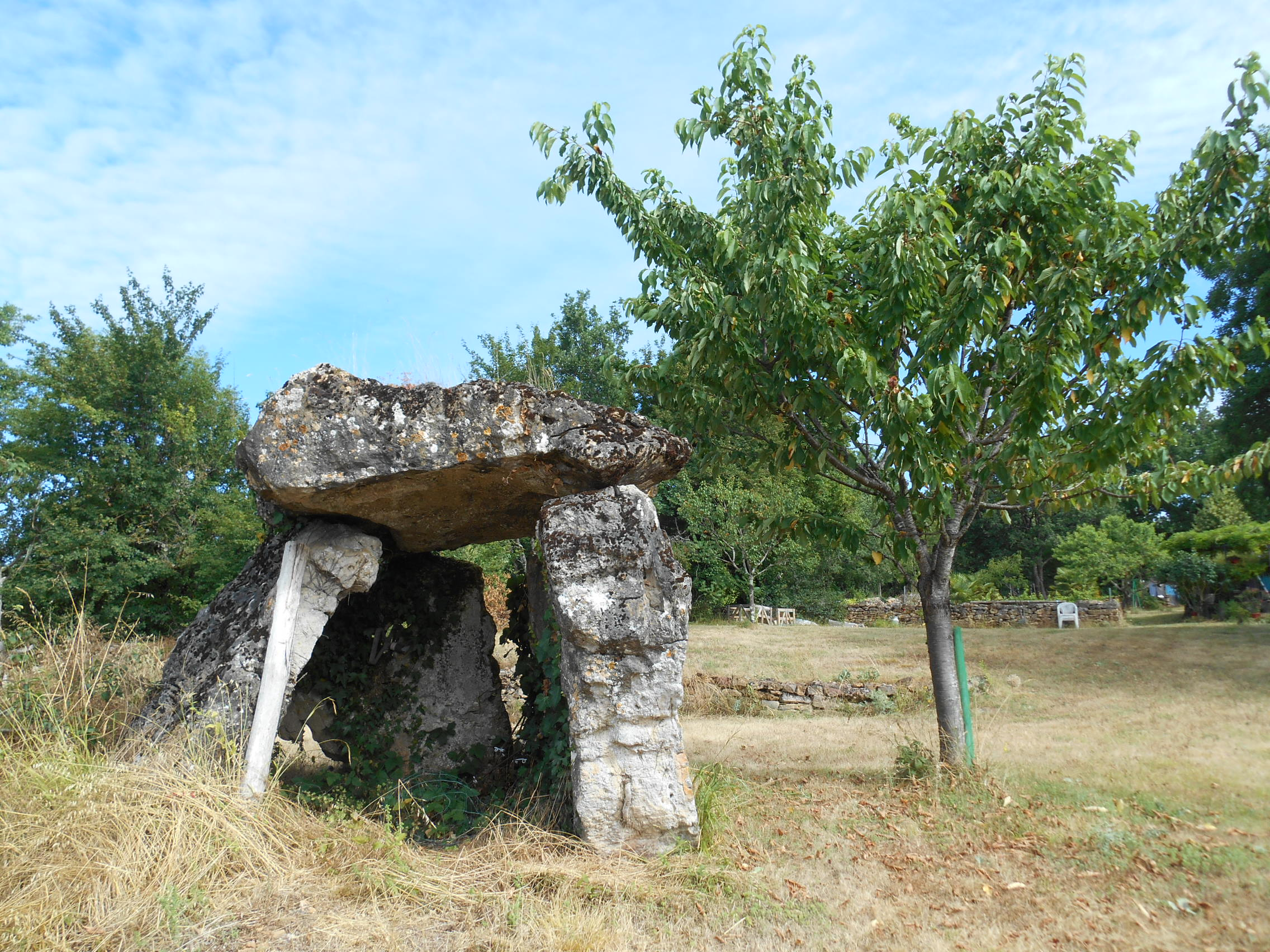
Dolmen Pierre Levée

- Dolmen Pierre Levée, Dolmen von Ferrières und Dolmen du Mas de Bessières
- Das Rathaus (mairie) der Gemeinde ist ein ehemaliger Herrensitz (manoir) des 16. Jahrhunderts.
- Die neogotische Pfarrkirche stammt aus dem ausgehenden 19. Jahrhundert.
- Unterhalb des Ortes befindet sich ein überdachter Waschplatz (lavoir)
- Durch den Ort verläuft das Abschnitt Figeac – Cajarc des französischen Jakobswegs Via Podiensis.[1]